# 톰 스커릿
톰 스케릿(Tom Skerritt, 영어 발음: /ˈskɛ(ə)rɪt/, 1933년 8월 5일 ~ )은 미국의 배우이다.

## 출연 작품

### 영화
- 에일리언 (1979)
- 탑건 (1986)
- 흐르는 강물처럼 (1992) - 매클레인 목사 역
- 야성녀 아이비 (1992) - 대릴 쿠퍼 역
- 콘택트 (1997) - 데이비드 드럼린 역
- 텍사스 레인저 (2001)
- 필드 오브 로스트 슈즈 (2014) - 율리시스 S. 그랜트 역
- 윙스: 스카이 포스 히어로즈 (2014, Wings: Sky Force Heroes) - 대령 역
- 홀로그램 포 더 킹 (2016) - 론 역
- Lucky (2017)

### 텔레비전
- 최후의 카테고리 7 (2005)